# Stubbe – Von Fall zu Fall: Kassensturz
Kassensturz ist ein deutscher Fernsehfilm von Kaspar Heidelbach aus dem Jahr 2011. Es handelt sich um den vierzigsten Filmbeitrag der ZDF-Kriminalfilmreihe Stubbe – Von Fall zu Fall mit Wolfgang Stumph in der Titelrolle. Der Film wurde in Hamburg und Umgebung gedreht und am 8. Januar 2011 um 20:15 Uhr im ZDF erstausgestrahlt.

## Handlung
Vor einer Apotheke wird in einem abgebrannten Auto im Kofferraum die Leiche des Krankenkassenmitarbeiters Uwe Mauroschat gefunden. Als sich die Kommissare Stubbe und Zimmermann in dessen Wohnhaus umsehen finden sie deutliche Einbruchsspuren. Im Fitnessraum sind Blutspuren an einer Hantel zu erkennen, sodass Zimmermann davon ausgeht, dass den Einbrecher Mauroschat überrascht hat und es im Handgemenge zur Tötung kam. Stubbe wendet dabei ein, dass es an sich ungewöhnlich ist, dass ein Einbrecher sein Opfer auch noch mitnimmt und in einem Kofferraum versteckt. Da Uwe Mauroschat aktuell Teilnehmer an einem Kreativworkshop für Führungskräfte war, befragt Stubbe die Seminarleiterin. Diese gibt an, dass Mauroschat das Seminar abrupt und überstürzt verlassen hatte. Stubbe versucht Mauroschat letzten Weg nachzuverfolgen, der ihn durch den Sachsenwald führt. Dabei trifft der Kommissar auf einen Förster, er angibt Mauroschat getroffen und auch mit ihm gesprochen zu haben. Nach seiner Darstellung wurden Mauroschat durch das Seminar die Augen geöffnet, weshalb dieser umgehend zurück nach Hamburg fahren wollte.
Stubbe und Zimmermann befassen sich mit dem beruflichen Hintergrund des Opfers. Bei der Krankenkasse war er für die Übernahme von Leistungen zuständig. Dabei hatte er sich jede Menge Feinde gemacht, weil er aufgrund der Vorschriften gegen die Antragsteller entscheiden musste. Einer der ärgsten Verfasser von Beschwerdebriefen war Anatol Schnittke, den Stubbe nun aufsucht. Er erfährt von ihm, dass dessen Tochter unheilbar krank und inzwischen verstorben war. Um ihr die verbleibende Zeit so erträglich wie möglich zu gestalten, fielen Kosten für Palliativpflege an, die er nicht erstattet bekommen hat. Nachdem Überwachungsaufnahmen der U-Bahn belegen, dass Schnittke sich am Tatabend in der Nähe von Mauroschats Haus aufgehalten hat, wird er vorgeladen. Er gibt an, dass er lediglich mit Mauroschat reden wollte.
Überraschend gelingt es Stubbes Mitarbeiterin, Tina Rosinsky, die Speicherkarte des Laptops des Opfers ausfindig zu machen, die das Opfer aus Sicherheitsgründen versteckt hatte. Darauf finden sich brisante Dateien, die Mauroschats Vorgesetzten des bandenmäßigen Betrugs überführen. Stubbe stellt deshalb den Betroffenen zur Rede, dem er nun nachweisen kann, dass er mit dem Clubbetreiber Pjeter Berisha zusammenarbeitet. Dieser hatte seinen Angestellten Rado beauftragt bei Mauroschat nach den Unterlagen zu suchen, nachdem er davon erfahren hatte. Das eskalierte und Rado wollte den verletzten Mauroschat zu einem befreundeten Arzt bringen, deshalb hatte er ihn in den Kofferraum des Autos gepackt. Der Arzt, der mit zum involvierten Kundenkreis von Berisha gehört, konnte jedoch nur noch den Tod des Mannes feststellen.

## Hintergrund
Der Film wurde vom 11. Mai bis zum 10. Juni 2010 in Hamburg und Umgebung gedreht.

## Rezeption

### Einschaltquote
Die Erstausstrahlung von Kassensturz am 8. Januar 2011 im ZDF erreichte 7,06 Millionen Zuschauer und einen Marktanteil von 21,0 Prozent.

### Kritik
Rainer Tittelbach von tittelbach.tv meinte: „Irgendwie hängt jeder drin in diesem Fall. Bei einem Krimi, der auf Realismus setzt, findet man so etwas in der Regel albern. Bei ‚Stubbe – Von Fall zu Fall‘, wo es bedächtig, augenzwinkernd und menschelnd zugeht, sorgt das aber für eine gewisse Geschlossenheit. Ein dramaturgisches Manko allerdings: Fischen Stubbe und Zimmermann anfangs extrem lange im Trüben, hat der aufmerksame Sachse aus der Hansestadt plötzlich einen Geistesblitz und dann geht alles rasend schnell.“
Die Kritiker der Fernsehzeitschrift TV Spielfilm bewerteten Kassensturz eher kritisch: „Entlockt uns nur ein müdes Lächeln“ und vergaben dem Film eine mittlere Wertung (Daumen zur Seite).
Jürgen Kirsch schrieb für quotenmeter.de: „Die Inszenierung  [bleibt] trotz des gut recherchierten Drehbuchs und den überzeugenden Darstellern dramaturgisch etwas hinter den Erwartungen zurück. Auch die Fall-Auflösung ist nach dem müden Hin und Her der Ermittlungen im Vorfeld nur schwer begreiflich, denn der eintönige Leerlauf über weite Strecken des Films tut sein Übriges und lässt viele Zusammenhänge gar nicht mehr erkennen. Dennoch ist der Schluss auf den zweiten Blick nicht großartig abzuwerten. Denn auch wenn es zwischendurch etwas langweilig wird, bleibt ‚Stubbe – Von Fall zu Fall: Kassensturz‘ ein solider Krimifilm für den Samstagabend.“
Bei evangelisch.de wertete Tilmann P. Gangloff: „Geschickt entwirft das von Kaspar Heidelbach angenehm ruhig umgesetzte Drehbuch des vielfach bewährten Krimiautors Michael Illner ein Szenario, das auf den ersten Blick völlig zusammenhanglos wirkt.“ „Erst die Auflösung liefert den Schlüssel, der die wirren Einzelteile zu einem Ganzen vereinigt. Offen bleibt allerdings die Frage, warum der Mann erst daheim erschlagen und dann im Kofferraum seines Autos weggeschafft worden ist. Aber über dieses Detail lässt sich mühelos hinwegschauen.“ Der Kritiker empfindet den Film als „deutlich lustiger als die letzten Beiträge zu der immer sehenswerten Krimireihe, zumal Stubbe einige Male ungewohnt sarkastisch ist; aber immer mit einem freundlichen Lächeln.“